# Stammerspitze
Die Stammerspitze (3254 m ü. M.), auch Stammerspitz genannt, offizieller Name auf Rätoromanisch im Idiom Vallader Piz Tschütta, ist der zweithöchste Berg der Samnaungruppe und liegt auf dem Gebiet der Gemeinde Samnaun im Kanton Graubünden in der Schweiz.

## Lage und Umgebung
Die Stammerspitze liegt etwa drei Kilometer nordwestlich des Muttlers, dem mit 3294 m höchsten Berg der Samnaungruppe. Westlich liegt das Val Chöglias, südlich das Val Tiatscha, zwei Seitentäler des Val Sinestra. Im Nordosten erstreckt sich das Val Maisas, ein Seitental des Samnaun. Nach Norden und Süden fällt der Berg mit steilen Felswänden ab, nordöstlich des Gipfels liegt noch ein kleines Gletscherfeld. Dem Hauptgipfel westsüdwestlich vorgelagert liegt der 3147 m hohe Westgipfel, der zuweilen auch (in Abgrenzung zum Hauptgipfel Stammerspitz) allein als Piz Tschütta bezeichnet wird.

## Geologie
Die Basis der Stammerspitze wird von Gesteinen des Bündnerschiefers gebildet. Dazu gehören Kalkstein, Kalkschiefer, Tonschiefer, Sandstein, Brekzien und Konglomerate, die grossteils aus der Kreide stammen, teilweise könnten aber sowohl ältere als auch jüngere Formationen beteiligt sein. Der aufliegende, durch eine scharfe Schichtgrenze vom Bündnerschiefer getrennte Gipfelaufbau wird von blaugrauem Dolomitfels gebildet, der stark zur Schuttbildung neigt. Insbesondere das durch den Klimawandel hervorgerufene Auftauen des Permafrostbodens begünstigt diese weiter, sodass die Besteigung des Berges aufgrund des zunehmenden Steinschlages immer gefährlicher wird. In diesem Kalkgestein, das aus Schwarzer Jura und Trias stammt, sind viele Fossilien, insbesondere Ammoniten zu finden.

## Wege zum Gipfel

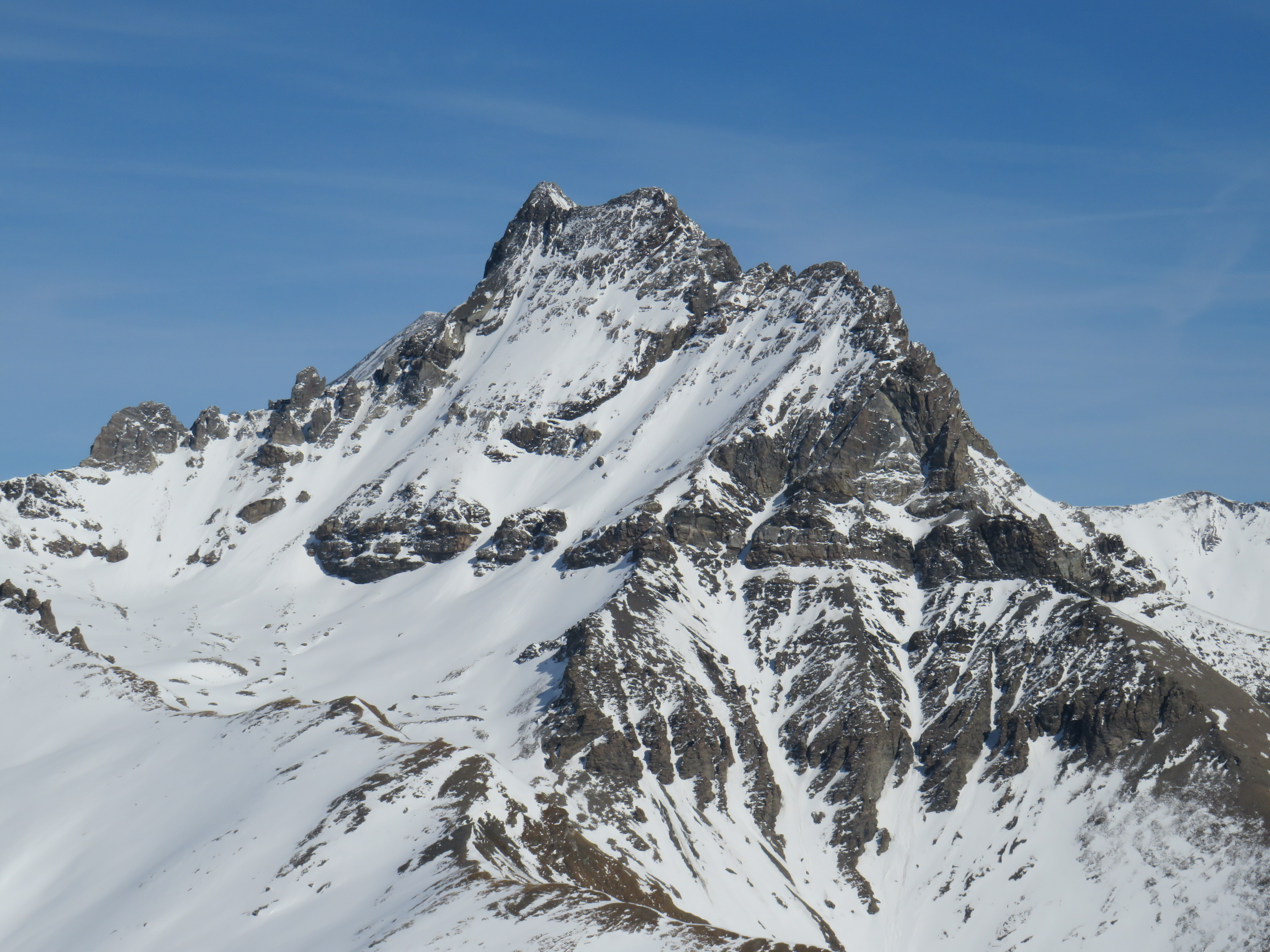
Gipfelaufbau Stammerspitze (Piz Tschütta) von Westen

Die Stammerspitze gilt als verhältnismässig schwieriger und selten bestiegener Berg. Der Normalweg, der von Zuort im Val Sinestra über die Südseite durch das Mittlere Couloir zum Gipfel führt, weist den Schwierigkeitsgrad II (UIAA) auf. Der Weg durch das Östliche Couloir ist mit III schwieriger, eine Variante führt über den Ostgrat (IV). Der Weg über das Westliche Couloir beinhaltet den ausgesetzten Grat zwischen West- und Hauptgipfel (III) und wird daher selten begangen. Der Westgipfel kann darüber hinaus über das Farrar-Couloir oder den Direkten Südsporn (II) erreicht werden. Weitere Routen führen über den Nord- und Ostgrat (III) sowie über den Westgrat (IV). Der Weg über den Nordgrat ist in einer Variante aus dem Val Sinestra auch als Skitour begehbar.

## Geschichte

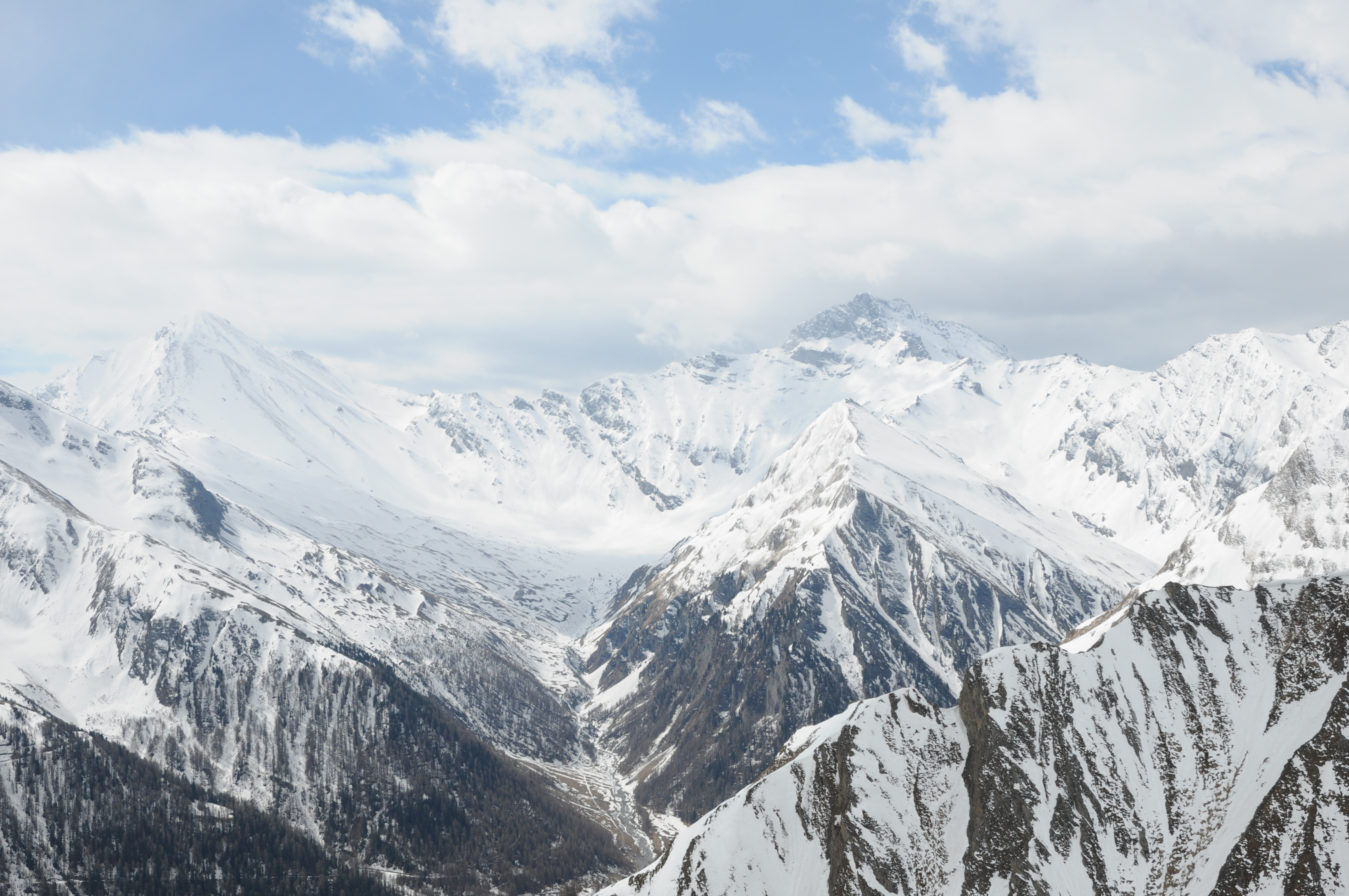
Stammerspitze im Hintergrund, links davon Val Maisas, rechts Val Chamins

Die ersten Versuche zur Erstbesteigung der Stammerspitze sind von A. Arquint und später Gustav Gröger (1879) bekannt, die einen Weg über die Nordwestflanke suchten.
Im Jahr 1881 konnten der Brite John Percy Farrar, der aus dem Kaunertal stammende Alois Praxmarer und Heinrich Prinz aus Samnaun den niedrigeren Westgipfel erreichen. Der höhere östliche Gipfel der Stammerspitze wurde das erste Mal am 16. August 1884 durch den aus Leipzig stammenden K. Schulze gemeinsam mit Johann Nell und Seraphim Kuppelwieser bestiegen.